# SIFT-MS
Selected ion flow tube mass spectrometry (SIFT-MS), česky hmotnostní spektrometrie v proudové trubici s vybranými ionty, je založena na chemické ionizaci během přesně definovaného reakčního času a umožňuje tak přesné a citlivé stanovení stopových koncentrací látek přítomných ve vzduchu (v koncentracích 10−9 a větších).  SIFT-MS je mimo jiné používána pro měření stopových koncentrací těkavých metabolitů v lidském dechu.